# Lista proprietarilor cluburilor engleze de fotbal
Aceasta este lista proprietarilor actuali ai cluburilor de fotbal engleze. Toate cifrele sunt prezentate în milioane. Doar acționarii cu minim 10% din acțiuni sunt prezentați.

## Barclays Premier League
| Club                 | Proprietar(i) | Valoarea totală estimată | Sursa averii |
| -------------------- | --- | ------------------------ | --- |
| Arsenal              | Stan Kroenke (66.83%) Alișer Usmanov & Farhad Moshiri (29.99%)                                                                  | £1,800m £12,400m £1,100m | Kroenke Sports Enterprises Minerit Metalurgie și energetică                                                                  |
| Aston Villa          | Randy Lerner | £630m                    | MBNA Corporation, Progressive Corporation                                                                                    |
| Cardiff City         | Vincent Tan (36.1%) Michael Isaac (11%)                                                                                         | £757m ?                  | Berjaya Group ? |
| Chelsea              | Roman Abramovici | £10,300m                 | Industrie și petrol |
| Crystal Palace       | Steve Parish Martin Long Stephen Browett Jeremy Hosking                                                                         | ? £193m                  | Tag Worldwide Arhivat în 4 mai 2009, la Wayback Machine. Churchill Insurance Farr Vintners Marathon Asset Management         |
| Everton              | Bill Kenwright CBE (25.84%) Robert Earl (23.27%) Jon Woods (18.92%)                                                             | £33m £240m ?             | Producții teatrale Planet Hollywood Ocean Software                                                                           |
| Fulham               | Shahid Khan | £1,920m                  | Flex-N-Gate Corp (automobile parts manufacturer)                                                                             |
| Hull City            | Assem Allam | £650m                    | Allam Marine |
| Liverpool            | John W. Henry LeBron James | £600m                    | John W. Henry & Company (futures trading), Fenway Sports Group NBA                                                           |
| Manchester City      | Mansour bin Zayed Al Nahyan | £20,000m                 | Petrol, industrie |
| Manchester United    | Malcolm Glazer | £1,640m                  | First Allied Corporation Arhivat în 17 mai 2014, la Wayback Machine., Tampa Bay Buccaneers                                   |
| Newcastle United     | Mike Ashley | £1,370m                  | Sports Direct, Republic (retailer), Lillywhites, Slazenger                                                                   |
| Norwich City         | Delia Smith and Michael Wynn-Jones (53%) Michael Foulger (15%)                                                                  | ?                        | Industria alimentară Publishing Poultry                                                                                      |
| Southampton          | The Executors of Markus Liebherr's Estate                                                                                       | £3,000m                  | Inheritance (Originally manufacture of Liebherr cranes and derricks)                                                         |
| Stoke City           | Peter Coates | £750m                    | Bet365 |
| Sunderland           | Ellis Short | £1,000m                  | Lone Star Funds, Skibo Castle                                                                                                |
| Swansea City         | Mr. & Mrs. Martin Morgan (22.5%) Brian Katzen (20%) Swansea City Supporters Trust (20%) Huw Jenkins (12.5%) Robert Davies (10%) | £32m ?                   | Property, hotels and travel ? Investment trust ?                                                                             |
| Tottenham Hotspur    | Joe Lewis (85%) | £1,937m                  | Foreign exchange and investment                                                                                              |
| West Bromwich Albion | Jeremy Peace (59.8%) Geoff Hale (10.4%)                                                                                         | ?                        | Investment Property development                                                                                              |
| West Ham United      | CB Holding ehf (10%) David Gold (30.6%) David Sullivan (55.6%)                                                                  | ? £250m £400m            | Straumur Investment Bank Gold Group International Arhivat în 2 decembrie 2022, la Wayback Machine. Daily Sport, Sunday Sport |

## Sky Bet Championship
| Club                   | Proprietar(i)                                                                                                | Valoarea totală estimată | Sursa averii |
| ---------------------- | --- | ------------------------ | --- |
| Barnsley               | Patrick Cryne                                                                                                | £32m                     | iSOFT |
| Birmingham City        | Carson Yeung (25.43%) Lui Xingcheng (11.27%)                                                                 | ?                        | Grandtop International Holdings ? |
| Blackburn Rovers       | Balaji & Venkatesh Rao (99.9%)                                                                               | £500m                    | Venkateshwara Hatcheries Group |
| Blackpool              | Owen Oyston (80%) Valeri Belokon (25%)                                                                       | £80m £150m               | Publishing, Media & Estate Agency Finance, Media, Food Industry & Mining |
| Bolton Wanderers       | Eddie Davies CBE                                                                                             | £40m                     | Strix |
| Bournemouth            | Maxim Demin (50%) Mr. & Mrs. Eddie Mitchell (50%)                                                            | ?                        | Petrochemicals trading Seven Developments |
| Brighton & Hove Albion | Tony Bloom (75.61%)                                                                                          | £50m                     | Online Gambling, Real Estate, Property, Land Development & Investments |
| Burnley                | Barry Kilby                                                                                                  | ?                        | Media |
| Charlton Athletic      | Tony Jimenez (47.6% of 90% holding company) Michael Slater (23% of 90% holding company) Richard Murray (10%) | ?                        | Property, hotels and golf courses ? Avesco Group |
| Derby County           | Andrew Appleby Bill Luby Jeff Mallett Tom Ricketts Tom Vertin W. Brett Wilson                                | ? £1,500m                | General Sports and Entertainment Seaport Capital Yahoo! Incapital, TD Ameritrade ? FirstEnergy Capital Corp Arhivat în 14 septembrie 2013, la Wayback Machine., Wilson Mackie & Co |
| Doncaster Rovers       | John Ryan Dick Watson (26%) Terry Bramall CBE                                                                | £28m ?                   | MYA Cosmetic Surgery Construction Keepmoat |
| Huddersfield Town      | Dean Hoyle                                                                                                   | £154m                    | Card Factory |
| Ipswich Town           | Marcus Evans                                                                                                 | £625m                    | Marcus Evans Group |
| Leeds United           | Gulf Finance House                                                                                           | ?                        | Gulf Finance House |
| Leicester City         | Vichai Srivaddhanaprabha, formerly Raksriaksorn                                                              | £1,600m                  | King Power International Group |
| Middlesbrough          | Steve Gibson                                                                                                 | £135m                    | Bulkhaul Limited |
| Millwall               | John Berylson Richard Smith                                                                                  | £135m ?                  | Chestnut Hill Ventures ? |
| Nottingham Forest      | The Al Hasawi Family                                                                                         | ?                        | Al-Hasawi Group Arhivat în 25 iunie 2016, la Wayback Machine. |
| Queens Park Rangers    | Tony Fernandes (66%) Lakshmi Mittal (33%)                                                                    | £208m £11,800m           | Air Asia, Tune Group ArcelorMittal, Caterham F1 Team |
| Reading                | Anton Zingarevich (51%) Sir John Madejski (49%)                                                              | Unknown £175m            | Auto Trader, Trader Media Group |
| Sheffield Wednesday    | Milan Mandaric                                                                                               | ?                        | Lika Corporation, Sanmina-SCI Corporation, St. Louis Storm |
| Watford                | Giampaolo Pozzo                                                                                              | ?                        | Businessman |
| Wigan Athletic         | Dave Whelan                                                                                                  | £190m                    | DW Sports Fitness, JJB Sports |
| Yeovil Town            | John Fry (46.9%) Norman Hayward (45.1%)                                                                      | ?                        | ? |

## Sky Bet League 1
| Club                    | Proprietar(i)                                                                                    | Valoarea totală estimată | Sursa averii                                                                                  |
| ----------------------- | ------------------------------------------------------------------------------------------------ | ------------------------ | --------------------------------------------------------------------------------------------- |
| Bradford City           |                                                                                                  |                          |                                                                                               |
| Brentford               |                                                                                                  |                          |                                                                                               |
| Bristol City            | Stephen Lansdown                                                                                 | £557m                    | Hargreaves Lansdown                                                                           |
| Carlisle United         | ?                                                                                                | ?                        | ?                                                                                             |
| Colchester United       | Robbie Cowling                                                                                   | £20m                     | JobServe                                                                                      |
| Coventry City           | Joy Seppala & Dermot Coleman                                                                     | ?                        | Sisu Capital                                                                                  |
| Crawley Town            | The Executors of Bruce Winfield's Estate                                                         | ?                        | Freight transport and inheritance from marketing services                                     |
| Crewe Alexandra         | N. Hassall (32% of 60% holding company) D. Potts (23% of 60% holding company) RJ Rowlinson (25%) | ? £20m                   | ? The Rowlinson Group                                                                         |
| Gillingham              | Paul Scally                                                                                      |                          |                                                                                               |
| Leyton Orient           | Barry Hearn                                                                                      | £20m                     | Matchroom Sport                                                                               |
| Milton Keynes Dons      | Pete Winkelman                                                                                   | ?                        | InterMK Group                                                                                 |
| Notts County            | Ray Trew                                                                                         | ?                        | Contracting Solutions Group Arhivat în 16 martie 2012, la Wayback Machine., private companies |
| Oldham Athletic         | Simon Corney (97%)                                                                               | ?                        | ?                                                                                             |
| Peterborough United     | Darragh MacAnthony                                                                               | ?                        | Property Investment                                                                           |
| Port Vale               | David Cornish                                                                                    |                          | ?                                                                                             |
| Preston North End       | Trevor Hemmings CVO (51.4%)                                                                      | £550m                    | Blackpool Tower, horse racing, investment, Northern Trust, Sportech                           |
| Rotherham United        |                                                                                                  |                          |                                                                                               |
| Sheffield United        | Kevin McCabe (50%) Prince Abdullah bin Mosaad bin Abdulaziz Al Saud (50%)                        | £120m ?                  | Property Oil                                                                                  |
| Shrewsbury Town         | Roland Wycherley                                                                                 | ?                        | ?                                                                                             |
| Stevenage               | Phil Wallace (91%)                                                                               | £45m                     | Lamex Food Group                                                                              |
| Swindon Town            | Jed McCrory (24.75%) Steve Murrall (24.75%) Gary Hooper (24.75%) Callum Rice (24.75%)            |                          |                                                                                               |
| Tranmere Rovers         | Peter Johnson Lorraine Rogers                                                                    | £58m ?                   | Park Group Arhivat în 30 decembrie 2013, la Wayback Machine. ?                                |
| Walsall                 | Jeff Bonser                                                                                      | ?                        | ?                                                                                             |
| Wolverhampton Wanderers | Steve Morgan                                                                                     | £390m                    | Redrow                                                                                        |

## Sky Bet League 2
| Club                                 | Proprietar(i) | Valoarea totală estimată | Sursa averii                                                                                       |
| ------------------------------------ | --- | ------------------------ | -------------------------------------------------------------------------------------------------- |
| AFC Wimbledon                        | Wimbledon Football Club Supporters' Society                                                                                             |                          | Investment trust                                                                                   |
| Accrington Stanley                   | The Styring Family (12%) Accrington Stanley Supporters Fund (12%) Peter Marsden (10%)                                                   | ?                        | ? Investment trust ?                                                                               |
| Bristol Rovers                       | Nick Higgs (51.84%) Geoff Dunford (17.82%) Barry Bradshaw (12.68%)                                                                      |                          | Cowlin Construction Barrs Court Holdings, The Beeches Hotel & Conference Centre, The Close Hotel ? |
| Burton Albion                        | Max Oakton + Alexander Price | £85m                     | |
| Bury                                 | Save Our Shakers Trust (63.8%) The Bury FC Supporters Society Ltd (Forever Bury) Arhivat în 3 octombrie 2013, la Wayback Machine. (11%) | ?                        | Investment trusts                                                                                  |
| Cheltenham Town                      | |                          | |
| Chesterfield                         | Dave Allen |                          | |
| Dagenham & Redbridge                 | |                          | |
| Exeter City                          | Exeter City FC Supporters' Trust - Trust Ownership Working Group                                                                        |                          | Investment trust                                                                                   |
| Fleetwood Town                       | Andrew Pilley (98%) |                          | |
| Hartlepool United (more information) | Ken Hodcroft | ?                        | Increased Oil Recovery                                                                             |
| Mansfield Town                       | John Radford |                          | |
| Morecambe                            | Peter McGuigan |                          | |
| Newport County                       | Les Scadding |                          | EuroMillions lottery winner                                                                        |
| Northampton Town                     | David Anthony Cardoza Anthony Michael Cardoza Deborah Jones Trustees of Stuart Wilson                                                   |                          | |
| Oxford United                        | Ian Lenagan |                          | |
| Plymouth Argyle                      | James Brent |                          | |
| Portsmouth                           | Portsmouth Supporters Trust | 20                       | Investment trust                                                                                   |
| Rochdale                             | Chris Dunphy |                          | ?                                                                                                  |
| Scunthorpe United                    | Steven Wharton | £42m                     | Shipping and freight transport                                                                     |
| Southend United                      | Ron Martin |                          | Property                                                                                           |
| Torquay United                       | Christopher Robert |                          | |
| Wycombe Wanderers                    | Wycombe Wanderers Trust |                          | Investment trust                                                                                   |
| York City                            | Jason McGill (75%) York City Supporters' Trust (25%)                                                                                    | ?                        | JM Packaging Investment trust                                                                      |